# Elvis Kafoteka
Elvis Kafoteka, né le 17 janvier 1978, est un footballeur malawite. Il joue au poste de défenseur avec l'équipe malawite de Super ESCOM.

## Biographie

### En club
Elvis Kafoteka commence le football en 2005 dans le club malawite de CIVO United où il reste deux ans. Après avoir joué dans le Championnat du Malawi, il tente une expérience exotique en signant pour le club hongkongais de Hong Kong Rangers Football Club où il reste cependant que 6 mois pour participer à 7 matchs.
En juillet 2007, il retourne au Malawi dans le club de Super ESCOM, il remporte le titre national dès la première saison.

### En sélection nationale
Le 8 octobre 2005, Elvis fait sa première apparition dans la sélection du Malawi contre le Kenya (3-0) pour le compte des éliminatoires de la coupe du monde 2006.
Elvis Kafoteka est un pilier de la sélection malawite pour les qualifications de la coupe du monde 2010 où il joue pratiquement tous les matchs en tant que titulaire.
Lors de la CAN 2010, dès la première rencontre de la compétition il marque un but contre l'Algérie, l'équipe du Malawi créée la surprise en gagnant 3 à 0.

## Palmarès
- Super ESCOM
  - Championnat du Malawi
    - Vainqueur : 2007.

## Buts internationaux
|    | Date            | Lieu                                          | Adversaire | Résultat | Compétition                        |
| -- | --------------- | --------------------------------------------- | ---------- | -------- | ---------------------------------- |
| 1. | 31 mai 2008     | Kamuzu Stadium, Blantyre, Malawi              | Djibouti   | 8-1      | Qualifications coupe du monde 2010 |
| 2. | 11 janvier 2010 | Stade national du 11 novembre, Luanda, Angola | Algérie    | 3-0      | CAN 2010                           |

## Carrière
| Saison | Club                            | Pays              | Championnat      | Coupe nationale | Coupe continentale | Sélection Malawi  |
| ------ | ------------------------------- | ----------------- | ---------------- | --------------- | ------------------ | ----------------- |
| 2005   | CIVO United                     | Première division | ?                | ?               | -                  | 1 match           |
| 2006   | CIVO United                     | Première division | ?                | ?               | -                  | 1 match           |
| 2007   | Hong Kong Rangers Football Club | Première division | 7 matchs         | ?               | ?                  | -                 |
| 2007   | Super ESCOM                     | Première division | ? matchs / 1 but | ?               | -                  | 2 matchs          |
| 2008   | Super ESCOM                     | Première division | ?                | ?               | -                  | 10 matchs / 1 but |
| 2009   | Super ESCOM                     | Première division | ?                | ?               | -                  | 5 matchs          |
| 2010   | Super ESCOM                     | Première division | ?                | ?               | -                  | 3 matchs / 1 but  |

Dernière mise à jour le 19 janvier 2010